# James Wong Howe
James Wong Howe (Taishan, 28 agosto 1899 – Los Angeles, 12 luglio 1976) è stato un direttore della fotografia cinese naturalizzato statunitense.
Vinse due Oscar alla migliore fotografia: nel 1956 per La rosa tatuata e nel 1964 per Hud il selvaggio.

## Filmografia parziale

### Direttore della fotografia
- Drums of Fate, regia di Charles Maigne (1923)
- The Trail of the Lonesome Pine, regia di Charles Maigne (1923)
- La donna dalle quattro facce (The Woman with Four Faces), regia di Herbert Brenon (1923)
- To the Last Man, regia di Victor Fleming (1923)
- La gitana (The Spanish Dancer), regia di Herbert Brenon (1923)
- The Call of the Canyon, regia di Victor Fleming (1923)
- The Breaking Point, regia di Herbert Brenon (1924)
- The Side Show of Life, regia di Herbert Brenon (1924)
- Gli avventurieri dell'Alaska (The Alaskan), regia di Herbert Brenon (1924)
- Peter Pan, regia di Herbert Brenon (1924)
- La danzatrice spagnola (The Charmer), regia di Sidney Olcott (1925)
- Ridi pagliaccio (Laugh, Clown, Laugh), regia di Herbert Brenon (1928)
- Quattro mura (Four Walls), regia di William Nigh (1928)
- Padre (Sorrell and Son), regia di Herbert Brenon (1928)
- Notti nel deserto (Desert Nights), regia di William Nigh (1929)
- Today, regia di William Nigh (1930)
- Codice penale (The Criminal Code), regia di Howard Hawks (1930)
- Transatlantico (Transatlantic), regia di William K. Howard (1931)
- Il passaporto giallo (The Yellow Ticket), regia di Raoul Walsh (1931)
- Dance Team, regia di Sidney Lanfield (1932)
- Shanghai Express, regia di Josef von Sternberg (1932)
- After Tomorrow, regia di Frank Borzage (1932)
- Amateur Daddy, regia di John G. Blystone (1932)
- Man About Town, regia di John Francis Dillon (1932)
- Chandu the Magician, regia di William Cameron Menzies, Marcel Varnel (1932)
- Hello, sister!, regia collettiva (1933)
- Potenza e gloria (The Power and the Glory), regia di William K. Howard (1933)
- Beauty for Sale, regia di Richard Boleslawski (1933)
- L'uomo ombra (The Thin Man), regia di W. S. Van Dyke (1934)
- Gli amori di una spia (Stamboul Quest), regia di Sam Wood (1934)
- Le due strade (Manhattan Melodrama), regia di W.S. Van Dyke (1934)
- Viva Villa!, regia di Jack Conway (1934)
- Biography of a Bachelor Girl, regia di Edward H. Griffith (1935)
- I vampiri di Praga (Mark of the Vampire), regia di Tod Browning (1935)
- Le quattro perle (Whipsaw), regia di Sam Wood (1935)
- Elisabetta d'Inghilterra (Fire Over England), regia di William K. Howard (1937)
- Il manto rosso (Under the Red Robe), regia di Victor Sjöström (1937)
- Il prigioniero di Zenda (The Prisoner of Zenda), regia di John Cromwell (1937)
- Le avventure di Tom Sawyer (The Adventures of Tom Sawyer), regia di Norman Taurog (1938)
- Un'americana nella Casbah (Algiers), regia di John Cromwell (1938)
- Il terrore dell'Ovest (The Oklahoma Kid), regia di Lloyd Bacon (1939)
- Profughi dell'amore (Daughters Courageous), regia di Michael Curtiz (1939)
- Hanno fatto di me un criminale (They Made Me a Criminal), regia di Busby Berkeley (1939)
- Abramo Lincoln (Abe Lincoln in Illinois), regia di John Cromwell (1940)
- Un uomo contro la morte (Dr. Ehrlich's Magic Bullet), regia di William Dieterle (1940)
- Saturday's Children, regia di Vincent Sherman (1940)
- Zona torrida (Torrid Zone), regia di William Keighley (1940)
- La città del peccato (City for Conquest), regia di Anatole Litvak (1940)
- La vita di Giulio Reuter (A Dispatch from Reuters), regia di William Dieterle (1940)
- Fantasia, regia collettiva (1940)
- Bionda fragola (The Strawberry Blonde), regia di Raoul Walsh (1941)
- Ribalta di gloria (Yankee Doodle Dandy), regia di Michael Curtiz (1942)
- Delitti senza castigo (Kings Row), regia di Sam Wood (1942)
- Arcipelago in fiamme (Air Force), regia di Howard Hawks (1943)
- Anche i boia muoiono (Hangmen Also Die), regia di Fritz Lang (1943)
- Fuoco a oriente (The North Star), regia di Lewis Milestone (1943)
- Il giuramento dei forzati (Passage to Marseille), regia di Michael Curtiz (1944)
- Obiettivo Burma! (Objective, Burma!), regia di Raoul Walsh (1945)
- L'agente confidenziale (Confidential Agent), regia di Herman Shumlin (1945)
- Quella di cui si mormora (My Reputation), regia di Curtis Bernhardt (1946)
- Smarrimento (Nora Prentiss), regia di Vincent Sherman (1947)
- Notte senza fine (Pursued), regia di Raoul Walsh (1947)
- Anima e corpo (Body and Soul), regia di Robert Rossen (1947)
- I giorni della vita (The Time of Your Life, regia di Henry C. Potter (1948)
- La casa dei nostri sogni (Mr. Blandings Builds His Dream House), regia di Henry C. Potter (1948)
- L'aquila e il falco (The Eagle and the Hawk), regia di Lewis R. Foster (1950)
- I conquistatori della Sirte (Tripoli), regia di Will Price (1950)
- Innamorati dispettosi (The Lady Says No), regia di Frank Ross (1951)
- Ho amato un fuorilegge (He Ran All the Way), regia di John Berry (1951)
- Torna, piccola Sheba (Come Back, Little Sheba), regia di Daniel Mann (1952)
- Jennifer, regia di Joel Newton (1953)
- La rosa tatuata (The Rose Tattoo), regia di Daniel Mann (1955)
- Picnic, regia di Joshua Logan (1955)
- Il diabolico avventuriero (Death of a Scoundrel), regia di Charles Martin (1956)
- Drango, regia di Hall Bartlett e Jules Bricken (1957)
- Piombo rovente (Sweet Smell of Success), regia di Alexander Mackendrick (1957)
- Addio alle armi (A Farewell to Arms), regia di John Huston e Charles Vidor (1957)
- Una strega in paradiso (Bell, Book and Candle), regia di Richard Quine (1958)
- Il vecchio e il mare (The Old Man and the Sea), regia di John Sturges (1958)
- Addio dottor Abelman! (The Last Angry Man), regia di Daniel Mann (1959)
- Estasi (Song Without End), regia di George Cukor e Charles Vidor (1960)
- Hud il selvaggio (Hud), regia di Martin Ritt (1963)
- L'oltraggio (The Outrage), regia di Martin Ritt (1964)
- Questa ragazza è di tutti (This Property Is Condemned), regia di Sydney Pollack (1966)
- Operazione diabolica (Seconds), regia di John Frankenheimer (1966)
- Hombre, regia di Martin Ritt (1967)
- L'urlo del silenzio (The Heart Is a Lonely Hunter), regia di Robert Ellis Miller (1968)
- La poiana vola sul tetto (Last of the Mobile Hot Shots), regia di Sidney Lumet (1970)
- I cospiratori (The Molly Maguires), regia di Martin Ritt (1970)
- Funny Lady, regia di Herbert Ross (1975)

### Assistente
- Puppy Love, regia di Roy William Neill - assistente (1919)
- Sabbie ardenti (Burning Sands), regia di George Melford - secondo assistente (1922)
- The Siren Call, regia di Irvin Willat - secondo assistente (1922)
- Ebb Tide, regia di George Melford - secondo assistente (1922)